# Dina Ögon
Dina Ögon er en svensk musikgruppe fra Stockholm. Gruppen spiller musik, der blander genrer som psychedelic pop, psykedelisk rock, jazz og soul. Gruppen udgav sit første selvbetitlede album i 2021 og har siden fulgt det op med yderligere to album, der alle er anmelderrost.

## Medlemmer
Gruppen består af:
- Anna Ahnlund (sang)
- Daniel Ögren (guitar)
- Love Örsan (bas)
- Christopher Cantillo (trommer)

## Album
- Dina Ögon (2021)
- Oas (2023)
- Orion (2024)